# روی خط (فیلم ۲۰۲۱)
روی خط (به کره‌ای: 보이스) یک فیلم اکشن و جنایی محصول سال ۲۰۲۱ سینمای کره جنوبی به کارگردانی کیم گوک و کیم سان با بازی بیون یو-هان، کیم مو یول و کیم هی-وان است. فیلم حول محور سئو جون، قربانی فیشینگ صوتی، می‌چرخد که برای بازیابی پول به سازمان مجرمان در چین نفوذ می‌کند.
این فیلم در ۱۵ سپتامبر ۲۰۲۱ مصادف با تعطیلات چوسوک به نمایش درآمد. در باکس آفیس، تا ۱۲ دسامبر ۲۰۲۱، با فروش ۱۱٫۸۷ میلیون دلار آمریکا و ۱٫۴۲ میلیون پذیرش در رتبه چهارم در میان فیلم‌های کره‌ای اکران شده در سال ۲۰۲۱ در کره جنوبی قرار دارد.

## تولید
در ماه مه ۲۰۲۰، تصویربرداری اصلی به پایان رسید و کار بر روی پس‌تولید آغاز شد.

## گیشه
این فیلم در ۱۵ سپتامبر ۲۰۲۱ در ۱۲۹۶ پرده سینما اکران شد. طبق شبکه کامپیوتری یکپارچه شورای فیلم کره (کوفیک)، این فیلم برای ۲ هفته متوالی در رتبه اول باکس آفیس کره قرار دارد. همچنین در پانزدهمین روز انتشار خود از ۱ میلیون مخاطب فراتر رفت.